# Юдіф Баварська
Юдіф Баварська (797–19 квітня 843) — імператриця каролінзької Священної Римської імперії як друга дружина імператора Людовика Благочестивого. Одруження з Людовіком поклало початок її становленню як впливової особи при дворі каролінгів. У неї було двоє дітей від Луї, Гізела та Карл Лисий. Народження її сина призвело до великої суперечки щодо спадкоємства імперії та напруженості між нею та зведеними старшими братами Карла від першого шлюбу Людовіка. Зрештою вона втратила милість, коли дружина Карла, Ерментруда Орлеанська, прийшла до влади. Похована у 843 році в Турі.

## Раннє життя
Юдіф була дочкою графа Вельфа Баварського і саксонської дворянки Гедвіги. Жодне збережене джерело не містить відомостей про точну дату та рік народження Юдіф. Ймовірно, вона народилася близько 797 р.

## Залицяння і шлюб
Після смерті 3 жовтня 818 року першої дружини Людовика, королеви Ерменгарди, матері його синів Людовика Німецького, Піпіна та Лотара, радники спонукали Людовика одружитися повторно. Незабаром після Різдва 819 року він одружився з Юдіф в Аахені (Північний Рейн-Вестфалія, Німеччина). Як і багато інших королівських шлюбів того часу, Юдіф була обрана перед одруженням на весільному шоу. Саме на показі наречених у віці сорока одного року Людовик обрав юну Юдіф, «оглянувши шляхетних дівчат, яких привозили до його двору з усіх округів». У франкському суспільстві тільки жінки знаті мали право змагатися; ця специфічна риса підкреслюється в Regesta Imperii, де згадується, що Юдіф походить із знатного роду (Edlen Geschlecht). Сучасні свідки, такі як Ермолдус Нігеллус, Валахфрід Страбон і біограф Людовіка Теган, приписували вибір Юдіф її незвичайній красі, розуму та музичним здібностям. Однак так само ймовірно, що Людовіка привабили географічні та політичні переваги, які пропонувала родина Юдіф. Хоча вчені розходяться в думках щодо того, чи були Вельфи франкського чи алеманського походження, очевидно, що вони контролювали значні території на схід від Рейну і були переважними політичними діячами як у Баварії, так і в Алеманії.

Розташування Аахена в Німеччині

У придане, як було традиційно для жінок, які входили в королівську родину, Юдіф отримала[джерело?] монастир Сан-Сальваторе, який був у Брешії (в області Ломбардія на півночі Італії). Монастир Сан-Сальваторе та всі активи, які підпадають під його юрисдикцію, підпадали під охорону короля.

## Королева
В історичних джерелах існує пробіл щодо життя Юдіф між одруженням у 819 і народженням Карла у 823. Ймовірною причиною цього є те, що історичної ваги вона почала набувати із залученістю у життя свого сина і його претензії на трон. Однак з різних джерел, таких як Capitulare de villis і De ordine palatii Гінкмара Реймського, можна виснувати, які обов'язки вона мала. До них входили, серед іншого: піклування про те, щоб вона, її слуги та сам король, зокрема його коштовності, виглядали презентабельно та належно виглядали, нагляд за передачею щорічна данина (Abgabe der Vasallen) і забезпечення того, щоб імператор міг вільно зосереджуватися на управлінні королівством, не відволікаючись на другорядні деталі, такі як зовнішній вигляд двору. Проте з цього короткого нарису не можна зробити висновок, що її роль була в будь-якому сенсі зайвою і віднесена до сфери естетики. Вона мала робочі стосунки із двором кемерера, (вищий адміністратор з питань доходів, матеріальних цінностей і ведення домашнього господарства). Це означає, що вона займала впливову позицію, коли справа доходила до функціонування та управління двором. Фрекюль із Лізьє присвятив їй другу половину своїх «Дванадцяти книг історії», вихваляючи її ерудицію, вказуючи на її роль як покровителя культури та освіти.
Цілком ймовірно, що для виконання цих завдань у Юдіф був би власний дворовий персонал. Це не було рідкісним явищем, згідно з джерелами, воно існувало ще з часів Меровінгів. Наявність власної адміністрації було не лише важливим інструментом для забезпечення безперебійного функціонування двору та повсякденних справ палацу, а й політичною необхідністю. Король і королева технічно розглядалися як єдине ціле, як це має місце в Capitulare de villis. Тому її наказ був не менш значущим і важливим, ніж наказ короля. Однак під час розлуки, будь то війна, хвороба чи вагітність, ця єдина правляча пара/сутність буде розділена. Отже, коли Людовик розпочав свій похід у 824 році проти бретонців або подібний похід у тому самому регіоні у 830 році.

## Діти

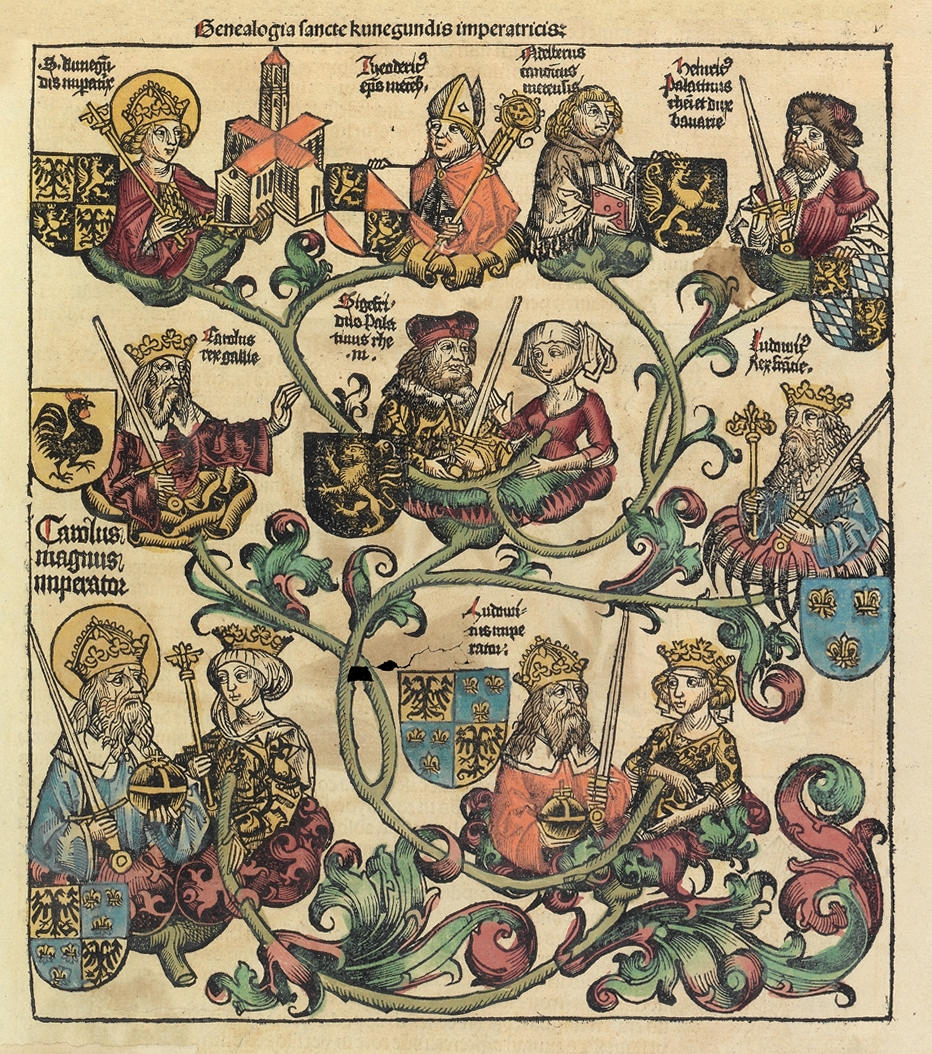
Генеалогічне дерево Карла Великого

У Юдіф від Луї було двоє дітей. Її першою дитиною була дочка Гізела, яка народилася у 820 році. Зрештою Юдіф видала Гізелу заміж за Ебергарда Фріульського, значного прихильника Лотара. Гізела була матір'ю Беренгара I.

## Громадянська війна

Імперія Каролінгів 828 р.

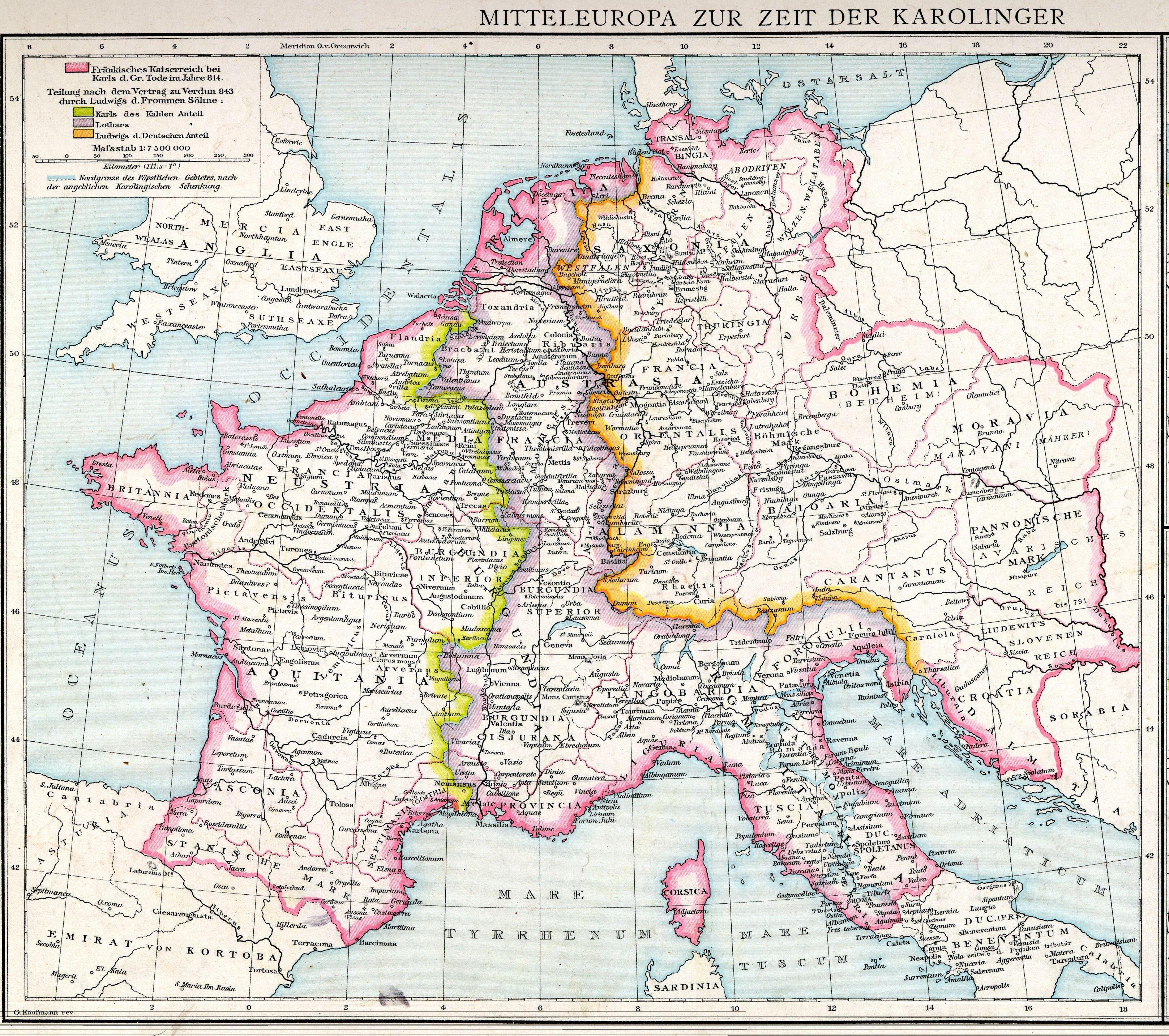
Територіальний поділ Каролінгів, 843 р.

### Престолонаслідування і поділ імперії
9 квітня 817 року на Людовика і його людей в Аахені упав дерев'яний дах. Ця подія шокувала короля і змусила його задуматися про спадкоємців і розподіл влади. Згідно з ordinatio Imperii, переосмисленням спадку Карла Великого, співімператором після смерті Карла мав стати старший син Людовика Лотар, який також отримає Франкію. Лотареві молодші брати Піппін і Людовик Німецький успадкують відповідно Аквітанію та Баварію (regna).
Народження Карла, а також одруження Лотара у 821 році означали, що тепер два імперські доми змагалися за контроль.

### Адвокація Карла
Більшість інформації про Юдіф стосується діяльності її сина та її спроб забезпечити його спадкоємство на престолі. Їхнє політичне майбутнє залежало одне від одного; якби Юдіф овдовіла, її майбутнє як імператриці потенційно могло б опинитися під загрозою через пасинків, які більше не мали сімейних чи політичних турбот про її благополуччя. Як зазначено в листі до папи Миколай I, після народження Карла Юдіф надіслала перстень Еббо, архієпископу Реймса, попросивши його молитися за здоров'я Карла, але також пообіцявши, що якщо він коли-небудь поверне їй перстень через деякий час у біді вона йому допоможе. Політично цей крок є значущим, враховуючи, що Еббо був одним із найвпливовіших людей у країні, а також «молочним братом» і другом Луї. Це свідчить про явне намагання Юдіф зміцнити свій вплив і забезпечити політичне майбутнє свого сина.
Вірш придворного поета Ермолдуса Нігелла «Поема на честь Людовика» дає уявлення про вплив Юдіф на її сина Карла. Сцена описує взаємодію Юдіф і Карла, поки Луї йде на полювання:
Judith, who has with her the young Charles; in a twinkling she passes by, placing her faith in her feet-- if flight does not give her aid, surely she will perish. Seeing this, the young Charles begs for a horse, for he desires to do as his father does; earnestly he pleads for weapons, for a quiver and quick-striking arrows, and wishes to go in pursuit, as his father so often does. He pours prayers upon prayers, but his beautiful mother prevents him from leaving, and refuses his wishes. If his teacher and his mother do not restrain the impetuous youth (as youths are wont to do), he shall chase after on foot.— Ermoldus Nigellus, Agobard of Lyons
Враховуючи роль Юдіф при дворі та її зростання влади, особливо на останньому році життя Луї, політичні зв'язки, які Юдіф створила при дворі, стали політичними зв'язками Карла. До них входили, серед інших, Валахфрід, Луп Фер'єрський, палацові клірики Пруденцій, Веніло та Берно, а також сенешаль Адалард.
Після смерті Людовика Юдіф допомагала і сприяла Карлу в його кампаніях проти Лотара. Вона послала війська на допомогу Карлу в його прагненні захистити Аквітанію та більшу частину Франкії, щоб зменшити кількість конкурентів. Вона також мала вплив на нього. Коли архієпископ Георг потрапив у полон після битви, в якій 40 000 чоловік впали на боці Лотаря та Піпіна, Юдіф порадила Карлу бути милосердним до архієпископа, про що Андреас Агнелл із Равенни згадував: Зі свого боку я відпущу вас, як моя мама каже мені.

### Скандали
Однак зростання влади, впливу та активності Юдіф у дворі викликало невдоволення до неї. Агобард Ліонський, прихильник Лотара, написав два трактати Дві книги на користь синів і Проти Юдіфи, дружини Людовика, у 833 році. Ці трактати мали на меті пропаганду проти Юдіф із боку двору Лотара з метою підірвати її двір і вплив. Самі трактати нападають на її характер, стверджуючи, що вона має хитру та підступну натуру та розбещує свого чоловіка. Ці напади мали переважно антифеміністичний характер. Коли Луї все ще не розривав подружні зв'язки з Юдіф, Агобард стверджував, що позашлюбні зв'язки Юдіф здійснювалися «спочатку таємно, а потім зухвало». Пасхасій Радберт звинуватив Юдіф у тому, що вона причетна до розпусти та чаклунства. про наповнення палацу «віщунами… провидцями й німими, а також тлумачами снів і тими, хто консультується в нутрощах, справді, усіма тими, хто вміє в злому ремеслі».
Характеризується як Єзавель і Юстина, один із її ворогів, Пасхасій Радберт, звинуватив Юдіф у розпусті та чаклунстві зі своїм імовірним коханцем, графом Бернардом Септиманським, камергером і довіреним радником Людовика. Цей портрет і образ протиставляються віршам про Юдіф. Вірші зображують її як «другу біблійну Юдіф, Марію, сестру Аарона за своїми музичними здібностями, Сафо, пророчицю, освічену, цнотливу, розумну, благочестиву, сильну духом і солодку в розмові».
Однак Юдіф також заслужила відданість і повагу. Грабан Мавр написав присвятний лист до Юдіф, підносячи її «похвальний розум» і її «добрі справи». Лист хвалить її в бурхливі часи серед битв, бажаючи, щоб вона могла побачити перемогу серед боротьби, з якою вона стикається. Він також благає її «продовжувати з доброю справою, коли ви її почали» і «в усі часи вдосконалювати себе». Найбільш вражаюче в листі бажає Юдіф звернутись до біблійної цариці Есфір, дружини Ксеркса I, як до натхнення та прикладу для наслідування.
Так само, о царице, назавжди зосередь очі твого серця на цариці Есфір, як на зразку сумлінної та святої поведінки, щоб, дорівнюючи її святості, ти могла піднятися з цього земного царства на висоту царства небесного.'— Храбанус Мавр

### Ганьба і вигнання
У 830 році Юдіф залишилася сама в Аахені, оскільки Людовик вирішив здійснити похід до Бретані. Проте сама кампанія викликала великий спротив через її труднощі. Деякі з магнатів намагалися змінити настрої людей і налаштувати їх проти Людовика. Змова полягала в тому, щоб позбутися Людовика Благочестивого, «знищити їхню мачуху і вбити Бернарда».
Напередодні Великоднього тижня 830 року (17–24 квітня) Піпін за згодою Лотара та з великою частиною народу «відібрав в імператора його королівську владу, а також його дружину». Юдіф була покрита вуаллю («жіночий еквівалент постриг суперниць, претенденток на престол») і відправлена в монастир Св. Радегунда в Пуатьє в тому ж році.
На зборах, які відбулися 1 жовтня в Неймегені між імператором, саксами та східними франками, «усі єпископи, абати, графи та інші франки» ухвалили, що Юдіф, навіть якщо вона була захоплена несправедливо, має бути привезена назад і постати перед судом за будь-який злочин, який вона, можливо, скоїла, щоб «пройти суд Франків».

## Подальше життя
У 833 році Людовик почув новини про те, що його сини, Піпін, Лотар і Людовик Німецький, об'єдналися, щоб організувати повстання проти нього. Людовик не зміг запобігти повстанню і був повалений, у результаті чого владу захопив Лотар. Для Джудіт переворот завершився її вигнанням до Італії в місто Тортона. Наступний рік Людовик провів в Аахені в полоні Лотара. Піпін і Людовик Німецький, однак, засудили поводження Лотара з їхнім батьком і у 834 році скликали армії з Аквітанії, Баварії, Австразії, саксів, алеманів і франків, щоб повстати проти Лотара. Почувши про наближення величезних військ, Лотар утік, залишивши свого батька. Таким чином Людовик відновив контроль і запропонував пробачити Лотару його дії. Однак Лотар знехтував пропозицією. Саме під час цих бурхливих політичних подій послідовники Людовіка Благочестивого, які перебували в Італії, серед них єпископ Ратольд, граф Боніфацій і Піпін, почули про змову з метою вбити Юдіф. З їхньою допомогою Юдіф втекла і того ж року повернулася до Аахена.
Людовик помер у 840 році у своєму палаці в Інгельгаймі, залишивши Юдіф удовою. Однак вона продовжувала підтримувати свого сина Карла в його військових кампаніях і починаннях, зібравши війська з Аквентини у 841 році. У квітні того ж року Карл отримав свою корону та все своє королівське вбрання, що сучасники того часу проголошують божественним актом. Найімовірніше, однак, Юдіф добре знала місцезнаходження Карла і надіслала королівські артефакти, щоб зустрітися зі своїм сином.
У 842 році Карл одружився з Ерментрудою і у 844 році народив доньку Юдіфу Фландрську, названу на честь його матері. Однак цей шлюб виявився марним для кар'єри, влади та впливу Юдіф. Із представленням нової королеви Юдіф стала важливою за посадою, що призвело до її вимушеної відставки, а також вилучення земель і багатства під її контролем. У 842 році її здоров'я почало погіршуватися, і вона померла 19 квітня 843 року в Турі, переживши свого чоловіка на три роки, після більш ніж року поганого самопочуття, включаючи кашель і запаморочення. Вважається, що їй було близько 46 років, коли вона померла, її чоловікові було близько 62. Її поховали в базиліці Святого Мартіна в Турі.

## Виноски
1. ↑  Ім'я Judith у різних джерелах подається як Юдіф / Юдиф / Юдіт / Юдита.